# Erik Pedersen
Erik Stensrud Pedersen (Porsgrunn, 11 ottobre 1967) è un ex calciatore norvegese, di ruolo difensore.

## Carriera

### Club
Pedersen iniziò la carriera con la maglia dell'Odd Grenland, per trasferirsi poi al Tromsø. In seguito, vestì la maglia del Viking, prima di tornare ancora all'Odd Grenland. Dopo un altro ritorno, stavolta al Viking, lasciò la Norvegia per andare a giocare con gli scozzesi del Dundee United.
Successivamente a questa esperienza, tornò ancora nell'Odd Grenland. Fu anche titolare nella finale di Coppa di Norvegia 2000, vinta per due a uno sul Viking. Il club rese poi noto che non gli avrebbe rinnovato il contratto in scadenza al termine del campionato 2001, così passò al Pors, dove rimase fino al 2005.

### Nazionale
Pedersen vestì la maglia della Norvegia in 10 occasioni. Debuttò il 12 novembre 1990, sostituendo Ørjan Berg nella sconfitta per due a zero contro l'Unione Sovietica.

## Palmarès

### Giocatore

#### Competizioni nazionali
- Coppa di Norvegia: 1

Odd Grenland: 2000